# Motociklistična Velika nagrada Malezije
Motociklistična Velika nagrada Malezije je motociklistična dirka svetovnega prvenstva od sezone 1991.

## Zmagovalci
| Sezona | Dirkališče                                          | 125 cm3/Moto3                                       | 250 cm3/Moto2                                       | 500 cm3/MotoGP                                      | Poročilo                                            |
| ------ | --------------------------------------------------- | --------------------------------------------------- | --------------------------------------------------- | --------------------------------------------------- | --------------------------------------------------- |
| 2021   | odpoved zaradi Pandemije koronavirusne bolezni 2019 | odpoved zaradi Pandemije koronavirusne bolezni 2019 | odpoved zaradi Pandemije koronavirusne bolezni 2019 | odpoved zaradi Pandemije koronavirusne bolezni 2019 | odpoved zaradi Pandemije koronavirusne bolezni 2019 |
| 2020   | odpoved zaradi Pandemije koronavirusne bolezni 2019 | odpoved zaradi Pandemije koronavirusne bolezni 2019 | odpoved zaradi Pandemije koronavirusne bolezni 2019 | odpoved zaradi Pandemije koronavirusne bolezni 2019 | odpoved zaradi Pandemije koronavirusne bolezni 2019 |
| 2019   | Sepang                                              | Lorenzo Dalla Porta                                 | Brad Binder                                         | Maverick Viñales                                    | Poročilo                                            |
| 2018   | Sepang                                              | Jorge Martín                                        | Luca Marini                                         | Marc Márquez                                        | Poročilo                                            |
| 2017   | Sepang                                              | Joan Mir                                            | Miguel Oliveira                                     | Andrea Dovizioso                                    | Poročilo                                            |
| 2016   | Sepang                                              | Francesco Bagnaia                                   | Johann Zarco                                        | Andrea Dovizioso                                    | Poročilo                                            |
| 2015   | Sepang                                              | Miguel Oliveira                                     | Johann Zarco                                        | Dani Pedrosa                                        | Poročilo                                            |
| 2014   | Sepang                                              | Efrén Vázquez                                       | Maverick Viñales                                    | Marc Márquez                                        | Poročilo                                            |
| 2013   | Sepang                                              | Luis Salom                                          | Esteve Rabat                                        | Dani Pedrosa                                        | Poročilo                                            |
| 2012   | Sepang                                              | Sandro Cortese                                      | Alex De Angelis                                     | Dani Pedrosa                                        | Poročilo                                            |
| 2011   | Sepang                                              | Maverick Viñales                                    | Thomas Lüthi                                        |                                                     | Poročilo                                            |
| 2010   | Sepang                                              | Marc Márquez                                        | Roberto Rolfo                                       | Valentino Rossi                                     | Poročilo                                            |
| 2009   | Sepang                                              | Julián Simón                                        | Hiroshi Aoyama                                      | Casey Stoner                                        | Poročilo                                            |
| 2008   | Sepang                                              | Gabor Talmacsi                                      | Alvaro Bautista                                     | Valentino Rossi                                     | Poročilo                                            |
| 2007   | Sepang                                              | Gábor Talmácsi                                      | Hiroshi Aoyama                                      | Casey Stoner                                        | Poročilo                                            |
| 2006   | Sepang                                              | Alvaro Bautista                                     | Jorge Lorenzo                                       | Valentino Rossi                                     | Poročilo                                            |
| 2005   | Sepang                                              | Thomas Lüthi                                        | Casey Stoner                                        | Loris Capirossi                                     | Poročilo                                            |
| 2004   | Sepang                                              | Casey Stoner                                        | Daniel Pedrosa                                      | Valentino Rossi                                     | Poročilo                                            |
| 2003   | Sepang                                              | Daniel Pedrosa                                      | Toni Elias                                          | Valentino Rossi                                     | Poročilo                                            |
| 2002   | Sepang                                              | Arnaud Vincent                                      | Fonsi Nieto                                         | Max Biaggi                                          | Poročilo                                            |
| 2001   | Sepang                                              | Youichi Ui                                          | Daijiro Kato                                        | Valentino Rossi                                     | Poročilo                                            |
| 2000   | Sepang                                              | Roberto Locatelli                                   | Shinya Nakano                                       | Kenny Roberts Jr                                    | Poročilo                                            |
| 1999   | Sepang                                              | Masao Azuma                                         | Loris Capirossi                                     | Kenny Roberts Jr                                    | Poročilo                                            |
| 1998   | Johor                                               | Noboru Ueda                                         | Tetsuya Harada                                      | Michael Doohan                                      | Poročilo                                            |
| 1997   | Shah Alam                                           | Valentino Rossi                                     | Max Biaggi                                          | Michael Doohan                                      | Poročilo                                            |
| 1996   | Shah Alam                                           | Stefano Perugini                                    | Max Biaggi                                          | Luca Cadalora                                       | Poročilo                                            |
| 1995   | Shah Alam                                           | Garry McCoy                                         | Max Biaggi                                          | Michael Doohan                                      | Poročilo                                            |
| 1994   | Shah Alam                                           | Noboru Ueda                                         | Max Biaggi                                          | Michael Doohan                                      | Poročilo                                            |
| 1993   | Shah Alam                                           | Dirk Raudies                                        | Nobuatsu Aoki                                       | Wayne Rainey                                        | Poročilo                                            |
| 1992   | Shah Alam                                           | Alessandro Gramigni                                 | Luca Cadalora                                       | Michael Doohan                                      | Poročilo                                            |
| 1991   | Shah Alam                                           | Loris Capirossi                                     | Luca Cadalora                                       | John Kocinski                                       | Poročilo                                            |